# 赤道 (宜野湾市)
赤道（あかみち）は、沖縄県宜野湾市の地名。赤道一丁目・赤道二丁目と字赤道が設置されている。2011年2月28日現在の人口は2,521人。郵便番号901-2205。

## 地理
宜野湾市東部に位置する。愛知・上原・中原・長田・中城村北上原と隣接する。

## 歴史
- 1964年（昭和39年） - 赤道、中原、上原の自治会が合併して「中原区自治会」が誕生した。

## 施設

### 赤道1丁目
- 宜野湾市立宜野湾中学校
- 中原区公民館
- あかみち公園

### 赤道2丁目
- 宜野湾市社会福祉センター

### 字赤道
大部分が普天間基地
- 宜野湾自動車学校

## 交通

### 鉄道
鉄道は地内には引かれていない。

### 道路
- 国道330号